# ایریس تیو
ایریس تیو (اسپانیایی: Iris Tió‎؛ زادهٔ ۲ نوامبر ۲۰۰۲) شناگر زن شنای موزون اهل اسپانیا است.
وی در مسابقات کشوری و بین‌المللی در مجموع برندهٔ ۳ مدال طلا، ۵ مدال برنز شده‌است.